# Socio de Negocios
Un socio de negocios es una entidad comercial con la que otras entidades comerciales tienen alguna forma de alianza. Esta relación puede ser contractual, un vínculo exclusivo en el que ambas entidades se comprometen a aliarse con terceros. Alternativamente, puede ser una disposición muy suelta diseñada, en gran medida, para impresionar a los clientes y competidores con el tamaño de la red de los socios comerciales que pertenecen a esta.

## Apareamiento del negocio (formación de sociedades o asociaciones)
Un socio de negocios o alianza puede ser crucial para las empresas. Sin embargo, las empresas no pueden elegir socios de negocios en la forma que quieran. En muchos casos, el socio potencial no podría estar interesado en formar una relación de negocios, también conocido como el apareamiento de negocios. Es importante que ambas partes del acuerdo se complementen entre sí, pero también que haya algunos puntos en común. Por ejemplo, en el estilo de gestión, forma de pensar y también en la tecnología. Si, por ejemplo, el estilo de gestión sería muy diferente entre las empresas, por lo tanto una asociación podría ser problemática. Kask y Linton (2013) investigaron en qué condiciones de apareamiento de negocios (formación) se lleva a cabo para que las empresas busquen el inicio de una sociedad de negocios.

## Diferenciación
El significado del término es muy distinto del que implica asociación, y es debido a la posibilidad de confusión entre los dos, que el uso generalizado de 'socio de negocios' se ha disuadido a veces en el pasado.
Un socio de negocios puede ser:
1. Un proveedor
2. Un cliente
3. Un canal intermediario (como un agente o distribuidor), o
4. Un proveedor de ofertas complementarias (por ejemplo, una de las partes vende el hardware, mientras que el otro vende el software)

Esta es una definición más amplia que una alianza de negocio.
Un socio de negocios es cada vez más común en los departamentos de recursos humanos ya que representa la posición de los empleados, lo ideal es ver los temas de recursos humanos desde el punto de vista de los empleadores y los empleados. Pequeñas y medianas empresas a menudo recurren a socios externos (HR Business Partners) para resolver cualquier disputa de recursos humanos.

## Cohesión
Un ejemplo de una sociedad de negocios es la "Alianza de la Agilidad" originada por  Electronic Data Systems. Los miembros de esta alianza de TI-enfocadas incluyen a Microsoft, Oracle Corporation, Sun Microsystems y SAP.  Esto pone de manifiesto dos problemas con alianzas multipartidistas:
- Dos de las empresas pueden ser socios de un tercer miembro de la asociación, pero muy agresivos entre ellos. (Oracle y SAP compiten entre sí en el mercado de ERP.)
- Una de las partes puede ser socio de un segundo partido cuando se enfoca a un mercado, pero competitiva frente a esa misma empresa cuando se orienta a otro mercado. (Microsoft puede ser feliz de trabajar con Sun cuando Sun está ofreciendo sus servicios, pero mucho menos feliz cuando Sun propone OpenOffice.org, en  contienda con Microsoft Office.)

## Búsqueda de un socio de negocios
La búsqueda de un socio de negocios o rueda de los negocios es el proceso/servicio de la búsqueda de compradores/clientes, distribuidores, concesionarios, y/u otros socios comerciales. Esto puede ser proporcionado como un servicio pagado por una organización comercial, o como un servicio gratuito por la sección comercial de la embajada/consulado de un país o una asociación de empresas en un área en particular. 
Habitualmente la consideración comercial de este servicio es un honorario de una vez. La cuota de este servicio depende del dominio del negocio, el volumen de negocio de los socios que van a terminar en una relación de colaboración, así como el resultado final de este servicio, etc.
En un ejemplo específico de un dominio específico, esta tasa se encuentra entre EUR 1800~2200 dependiendo de las tareas requeridas de la casamentera del negocio.

## Comercio internacional
En términos vinculados al comercio internacional, la diplomacia y las relaciones internacionales, se emplea el término socio comercial o aliado comercial para describir las relaciones comerciales bilaterales entre dos países o de varios países dentro de un bloque económico. Compañías multinacionales, en especial las que utilizan el sistema de franquicias, suelen emplear este término también para mencionar a sus «socios» a nivel local de un país determinado.